# Venduehuis der Notarissen te 's-Gravenhage

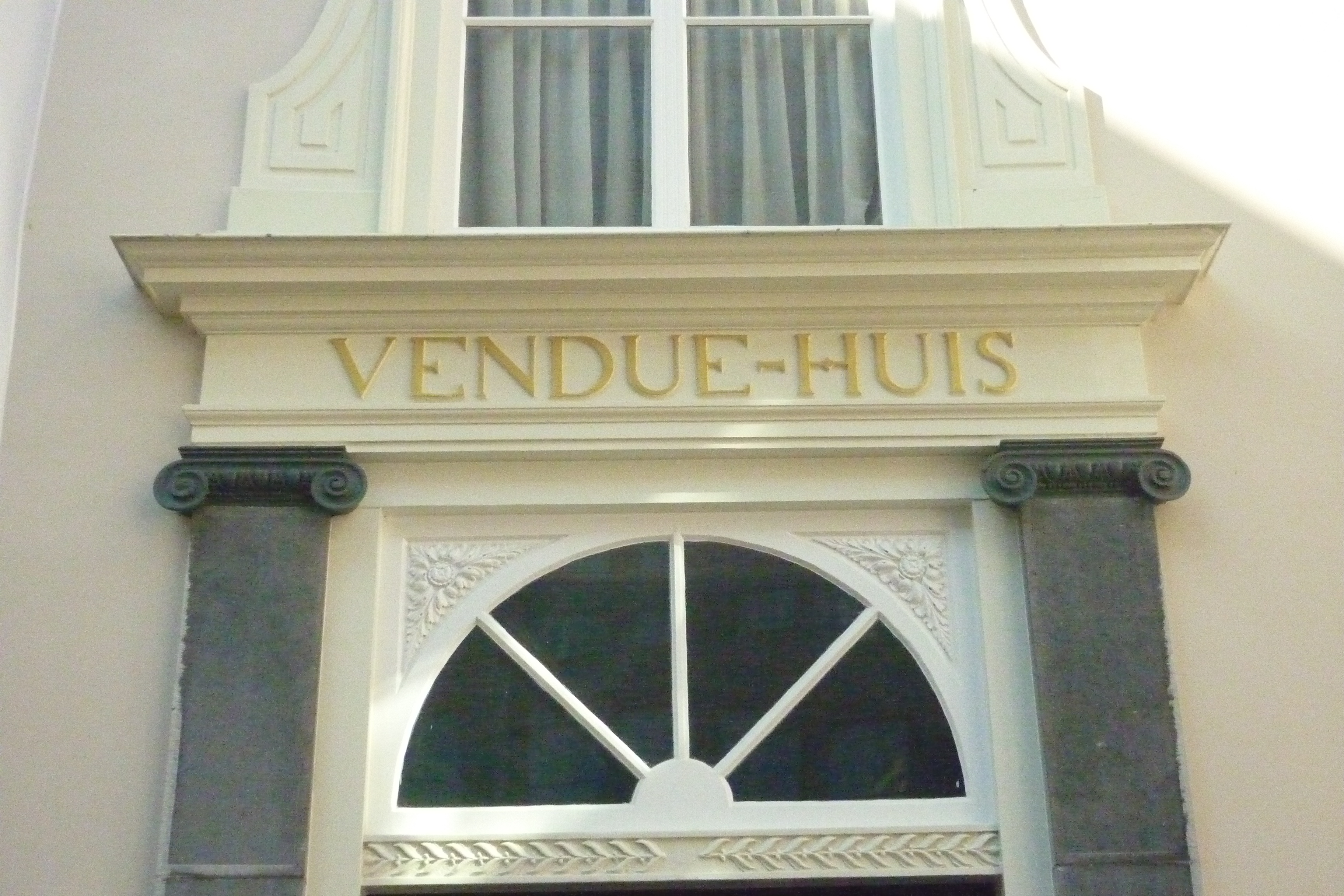
Vendue-Huis

Het Venduehuis der Notarissen te 's-Gravenhage is het oudste veilinghuis van Nederland. Het bevindt zich in een voormalige burgemeesterswoning in de Nobelstraat in Den Haag. Het is een expertise- en taxatiebureau, en er zijn kunst-, antiek- en inboedelveilingen.

## Oprichting
Nadat Nederland op 1 januari 1811 werd ingelijfd door het Franse keizerrijk, was een nieuwe rechtspraak van kracht geworden waarin stond dat openbare verkopingen voortaan moesten plaatsvinden onder toezicht van een notaris. Ze mochten niet meer georganiseerd worden onder enkel toezicht van een stadsvendumeester. De vereniging van notarissen in Den Haag was de eerste die een Venduehuis der Notarissen oprichtte. In 1811 werd het het pand in de Nobelstraat gehuurd en in 1812 gekocht. Op 1 januari 1812 ging het veilinghuis open. Roerende goederen werden via het venduehuis verkocht, het huis had ook het exclusieve recht om aan- en verkoop van onroerende goederen te behandelen. Sindsdien is het venduehuis als zodanig in gebruik gebleven.
In 2012 werd het 200-jarige bestaan van het venduhuis gevierd. Er was onder meer een speciale tentoonstelling in het Haags Historisch Museum.
Het Haagse Venduehuis heeft een aantal bijzondere veilingen geboekt:
- Paarden, toen de paardentrams door elektrische trams werden vervangen (1878)
- Viskotters, begin 20ste eeuw
- Babylon, het winkelcomplex naast het Centraal Station in Den Haag, voor 100.000.000 gulden (1984). Het wordt nu vervangen door New Babylon
- Johannes Vermeer: Meisje met de Parel werd in 1881 voor 2 gulden en 30 cent verkocht aan Andries des Tombe, die het schilderij aan het Mauritshuis naliet.
- Leo Gestel: Dame met de Hoed, een van de duurste verkopen van het veilinghuis.

## Nobelstraat 5
Het pand werd in de 15de eeuw gebouwd. Voor de aankoop door het Venduehuis was het de ambtswoning van Jan Slicher, de burgemeester van Den Haag. De voorgevel was in de tussentijd met zijn tijd meegegaan. Het pand werd al gauw te klein voor het veilinghuis en van 1925-1993 werden ook veel veilingen in Pulchri Studio gehouden. In 1993 was het pand aan de Nobelstraat gerenoveerd en was dat niet meer nodig. Nobelstraat 5 is een rijksmonument.